# Extreme Noise Terror
Gli Extreme Noise Terror (ENT) sono un gruppo crust punk/grindcore di Ipswich, Inghilterra.
Nati nel gennaio 1985, sono uno dei primi gruppi grindcore inglesi, insieme ai Napalm Death sono i fondatori del genere, infatti alcuni componenti del gruppo provengono appunto dai Napalm Death.
Sono passati alla storia per il loro sound duro ed essenziale, e per essere stati attivisti politicamente impegnati, come lo si deduce dalle tematiche dei loro testi.

## Storia del gruppo
Gli ENT inizialmente sono nati come gruppo hardcore punk. Fin dai primi show però si è subito notato come fossero molto più estremi di altre band del loro genere. Insieme ai Napalm Death hanno caratterizzato la prima definizione di grindcore: testi fortemente politicizzati, tempi estremamente veloci e canzoni molto brevi.
Come molti gruppi che suonano un punk molto duro, gli ENT usano due cantanti, questo aumenta la velocità dei brani, elemento tipico dell'hardcore punk più aggressivo, in più il suono della chitarra è molto distorto e la batteria viene usata spesso con il Blast beat, caratteristico del death metal.
Nel 1992 sono apparsi live con il gruppo dance The KLF ai Brit Awards, con cui hanno collaborato per l'album The Black Room che poi è stato abbandonato.
Attualmente il leader della band è Dean Jones, uno dei co-fondatori, la formazione è completata dall'altro cantante Adam Catchpole, dai chitarristi Paul Woodfield e Ollie Jones, dal batterista Mic Hourihan e dal bassista Staff. Nel gruppo ha militato anche per un certo periodo il batterista Mick Harris, ex Napalm Death, considerato uno dei creatori del groove death metal e grindcore.
Il 23 febbraio 2011 con un annuncio sul loro sito ufficiale comunicano la veridicità delle voci sulla morte di Phil Vane, fondatore degli ENT e fino a quel momento voce del gruppo insieme a Dean Jones.

## Formazione

### Formazione attuale
- Dean Jones - voce (1985 - presente)
- Paul Woodfield - chitarra (1995 - presente)
- Ollie Jones - chitarra (1995 - presente)
- Staff - basso (1997 - presente)
- Mic Hourihan - batteria (2007 - presente)

### Ex componenti
Cantanti:
- Phil Vane (1985 - 1995) (2007 - 2011)
- Spit (1989)
- Mark "Barney" Greenway (1995-1997)

Chitarristi:
- Pete Hurley (1985-1995)
- Gian Pyres
- Al Todd (1995-2005)

Bassisti:
- Jerry Clay (1985-1988)
- Mark Gardiner (1988-1990)
- Mark Bailey (1990-1993)
- Lee Barrett (1993-1997)

Batteristi:
- Pig Killer (1985-1987, 1993-1995)
- Mick Harris (1987-1988)
- Tony "Stick" Dickens (1988-1995)
- Was Sarginson (1995-1997)
- Zac O'Neil (1997-2007)

## Discografia

### Album in studio
- 1988 - A Holocaust in Your Head
- 1992 - Retro-bution
- 1997 - Damage 381
- 2001 - Being And Nothing
- 2008 - Law of Retaliation

### Split album
- 1986 - Radioactive Earslaughter (con i Chaos UK)
- 1989 - In It for Life (con i Filthkick)
- 1991 - Discharged: From Home Front to War Front (con Nausea, Final Conflict, Neurosis, 411)
- 2007 - Extreme Noise Terror / Driller Killer
- 2008 - Extreme Noise Terror / Trap Them
- 2009 - Extreme Noise Terror / Cock E.S.P.
- 2010 - Hardcore Attack of the Low Life Dogs (con gli Slang)

### EP
- 1987 - The Peel Sessions
- 1992 - Phonophobia
- 2004 - Hatred and the Filth

### Live
- 1989 - Are You That Desperate?
- 1990 - The Peel Sessions '87-'90
- 1990 - The Split Noiz Live EP
- 1990 - Live & Loud

### DVD
- 2003 - From One Extreme To Another